# 縁組能力
縁組能力（えんぐみのうりょく）とは文字通り、養子縁組をなしうる能力を指す。縁組能力には養親となりうる能力と、養子となりうる能力がある。
普通養子縁組において養親となるには、成年者であれば縁組能力がある（民法792条）。ここにいう成年者には婚姻擬制によって成年者と扱われる者も含む。
自らの意思表示により養子となるためには15歳以上であることが必要である（民法797条1項）。一般の行為能力付与の特則である。15歳未満の者の養子縁組については法定代理人の代諾によって行うことができる（同項）。
なお、特別養子縁組においては契約ではなく家庭裁判所の審判によって縁組がなされるため（民法817条の2）、縁組能力は問題とならない。ただし普通養子縁組と同様、養親、養子について一定の年齢制限がある。